# تاترا ۳۰
تاترا ۳۰ (Tatra ۳۰) خودرویی است که در سال‌های ۱۹۲۶ تا ۱۹۳۱ Tatra ۳۰۱۹۲۹ تا ۱۹۳۱ Tatra ۳۰/۵۲
۳۷۸۵ Tatra ۳۰ produced
۹۴ Tatra ۳۰/۵۲ produced در جمهوری چک و چکسلواکی تولید شده‌است. است. سیستم جعبه‌دندهٔ آن ۴ دنده است.

## نگارخانه

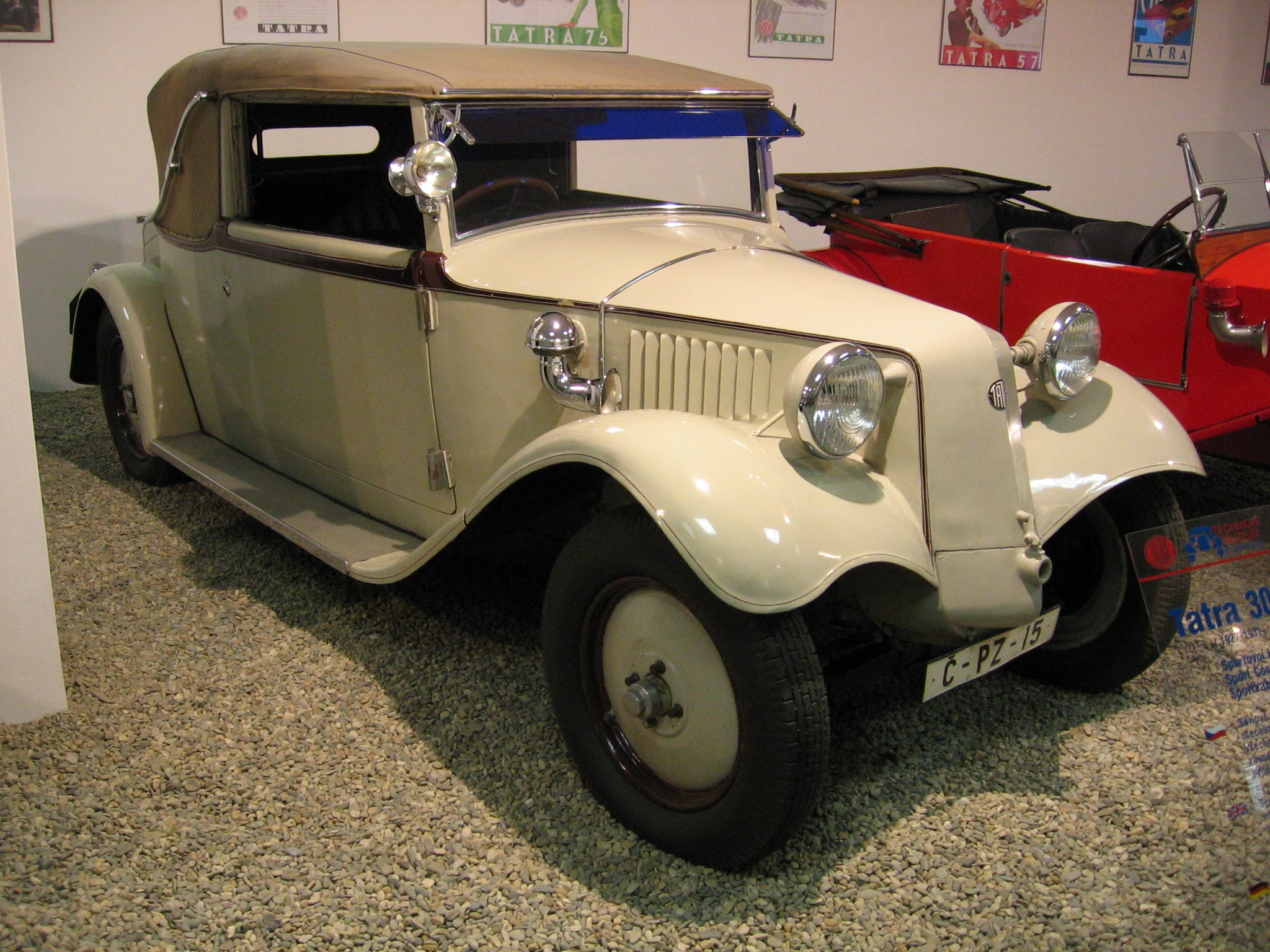
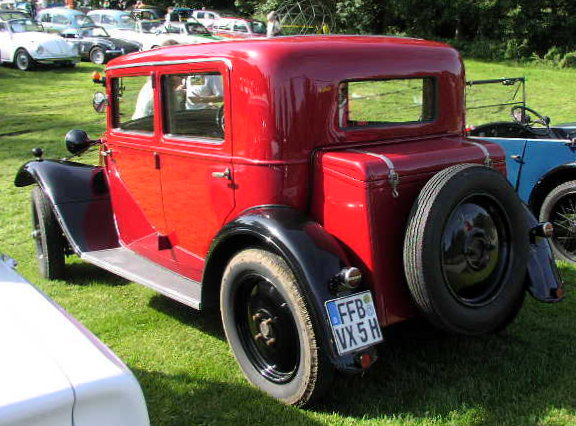